# Bóng đá tại Đại hội Thể thao Đông Nam Á 2005 – Nữ
Nội dung bóng đá nữ tại Đại hội Thể thao Đông Nam Á 2005 được tổ chức tại Philippines từ ngày 23 tháng 11 đến ngày 3 tháng 12 năm 2005. Không có giới hạn độ tuổi tham dự đối với các đội tuyển nữ.
Việt Nam đã giành tấm huy chương vàng lần thứ ba liên tiếp sau khi đánh bại Myanmar 1–0 trong trận chung kết thứ hai liên tiếp của cả hai đội. Thái Lan giành tấm huy chương đồng chung cuộc. 

## Lịch thi đấu
Dưới đây là lịch thi đấu cho nội dung bóng đá nữ.
| G | Vòng bảng | F | Chung kết |

| T3 22 | T4 23 | T5 24 | T6 25 | T7 26 | CN 27 | T2 28 | T3 29 | T4 30 | T5 1 | T6 2 | T7 3 |
| ----- | ----- | ----- | ----- | ----- | ----- | ----- | ----- | ----- | ---- | ---- | ---- |
| G     |       | G     |       | G     |       | G     |       | G     |      |      | F    |

## Các quốc gia tham dự
5 đội tuyển trong tổng số 11 quốc gia Đông Nam Á đã tham dự nội dung thi đấu này. Lào, Singapore và Malaysia cũng được dự kiến để tham dự giải đấu, nhưng đã rút lui trước lễ bốc thăm.
- Indonesia (INA)
- Myanmar (MYA)
- Philippines (PHI)
- Thái Lan (THA)
- Việt Nam (VIE)

## Địa điểm
Tất cả các trận đấu của giải đấu nữ được tổ chức tại sân vận động Marikina ở Marikina.
| Marikina              | MarikinaBóng đá tại Đại hội Thể thao Đông Nam Á 2005 – Nữ (Philippines) |
| --------------------- | ----------------------------------------------------------------------- |
| Sân vận động Marikina | MarikinaBóng đá tại Đại hội Thể thao Đông Nam Á 2005 – Nữ (Philippines) |
| Sức chứa: 12.000      | MarikinaBóng đá tại Đại hội Thể thao Đông Nam Á 2005 – Nữ (Philippines) |
|                       | MarikinaBóng đá tại Đại hội Thể thao Đông Nam Á 2005 – Nữ (Philippines) |

## Đội hình
Mỗi đội tuyển được đăng ký tối đa 20 cầu thủ, trong đó tối đa ba cầu thủ là thủ môn.

## Thể thức
Vì giải đấu lần này chỉ có 5 đội tham dự, thể thức thi đấu vòng tròn được áp dụng. Các đội tuyển sẽ thi đấu vòng tròn một lượt với nhau; hai đội nhiều điểm nhất sẽ thi đấu trận chung kết để tranh huy chương vàng, đội xếp thứ ba sẽ nhận huy chương đồng chung cuộc.

Các tiêu chí xếp hạng
Các đội được xếp hạng theo điểm (3 điểm cho 1 trận thắng, 1 điểm cho 1 trận hòa và 0 điểm cho 1 trận thua), và nếu bằng điểm, các tiêu chí sau đây sẽ được áp dụng theo thứ tự, để xác định thứ hạng:
1. Hiệu số bàn thắng thua trong tất cả các trận đấu bảng;
2. Số bàn thắng ghi được trong tất cả các trận đấu bảng;
3. Điểm trong các trận đối đầu trực tiếp giữa các đội bằng điểm;
4. Hiệu số bàn thắng thua trong các trận đối đầu trực tiếp giữa các đội bằng điểm;
5. Số bàn thắng ghi được trong các trận đối đầu trực tiếp giữa các đội bằng điểm;
6. Nếu có nhiều hơn hai đội bằng điểm, và sau khi áp dụng tất cả các tiêu chí đối đầu ở trên, một nhóm nhỏ các đội vẫn còn bằng điểm nhau, tất cả các tiêu chí đối đầu ở trên được áp dụng lại cho riêng nhóm này;
7. Sút luân lưu nếu chỉ có hai đội bằng điểm và gặp nhau ở lượt trận cuối cùng của bảng;
8. Bốc thăm.

## Vòng bảng
Hai đội đứng đầu lọt vào trận chung kết.
| VT | Đội             | ST | T | H | B | BT | BB | HS  | Đ  | Giành quyền tham dự        |
| -- | --------------- | -- | - | - | - | -- | -- | --- | -- | -------------------------- |
| 1  | Myanmar         | 4  | 4 | 0 | 0 | 11 | 2  | +9  | 12 | Trận tranh huy chương vàng |
| 2  | Việt Nam        | 4  | 3 | 0 | 1 | 14 | 2  | +12 | 9  | Trận tranh huy chương vàng |
| 3  | Thái Lan        | 4  | 2 | 0 | 2 | 4  | 4  | 0   | 6  |                            |
| 4  | Philippines (H) | 4  | 1 | 0 | 3 | 4  | 9  | −5  | 3  |                            |
| 5  | Indonesia       | 4  | 0 | 0 | 4 | 1  | 17 | −16 | 0  |                            |

| Thái Lan                    | 2–1      | Indonesia     |
| --------------------------- | -------- | ------------- |
| - Naphat 48' - Thanatta 68' | Chi tiết | - Rosmita 65' |

| Myanmar         | 1–0      | Việt Nam |
| --------------- | -------- | -------- |
| San San Kyu 64' | Chi tiết |          |

| Indonesia | 0–5      | Myanmar                                                           |
| --------- | -------- | ----------------------------------------------------------------- |
|           | Chi tiết | - Nwe Nwe Toe 30' - Mar Wann 46', 90+4' - Than Than Htwe 87', 88' |

| Philippines | 0–1      | Thái Lan     |
| ----------- | -------- | ------------ |
|             | Chi tiết | Pitsamai 65' |

| Thái Lan | 0–1                     | Việt Nam         |
| -------- | ----------------------- | ---------------- |
|          | Chi tiết Chi tiết (VFF) | Đỗ Hồng Tiến 20' |

| Philippines                 | 2–0                     | Indonesia |
| --------------------------- | ----------------------- | --------- |
| A. Impelido 30' · Alley 82' | Chi tiết Chi tiết (VFF) |           |

| Myanmar                                  | 2–1      | Thái Lan          |
| ---------------------------------------- | -------- | ----------------- |
| - Aye Nandar Hlaing 9' - San San Kyu 58' | Chi tiết | - Wiphakonwit 47' |

| Việt Nam                                                                      | 5–1      | Philippines |
| ----------------------------------------------------------------------------- | -------- | ----------- |
| - Đoàn Thị Kim Chi 4' - Lê Thị Oanh 13', 35', 65' - Văn Thị Thanh 90' (ph.đ.) | Chi tiết | Luto 31'    |

| Philippines    | 1–3      | Myanmar                     |
| -------------- | -------- | --------------------------- |
| - Impelido 61' | Chi tiết | - Mar Lar Win 14', 66', 69' |

| Việt Nam | 8–0      | Indonesia |
| --- | -------- | --------- |
| - Văn Thị Thanh 2', 26' - Đỗ Hồng Tiến 13' - Bùi Thị Tuyết 45' - Bùi Thị Tuyết Mai 57', 87' - Nguyễn Thị Hương 58' - Trần Thị Hồng Nga 69' | Chi tiết |           |

## Tranh huy chương vàng
Trong trận chung kết, hiệp phụ và loạt sút luân lưu sẽ được sử dụng để xác định đội thắng nếu cần thiết.
| Myanmar | 0–1      | Việt Nam                  |
| ------- | -------- | ------------------------- |
|         | Chi tiết | Văn Thị Thanh 69' (ph.đ.) |

## Huy chương vàng
| Bóng đá nữ Đại hội Thể thao Đông Nam Á 2005 |
| ------------------------------------------- |
| · Việt Nam · Lần thứ 3                      |

## Thống kê

### Cầu thủ ghi bàn
Đã có 35 bàn thắng ghi được trong 11 trận đấu, trung bình 3.18 bàn thắng mỗi trận đấu.

### Bảng xếp hạng
| VT | Đội             | ST | T | H | B | BT | BB | HS  | Đ  | Kết quả chung cuộc        |
| -- | --------------- | -- | - | - | - | -- | -- | --- | -- | ------------------------- |
| 1  | Việt Nam        | 5  | 4 | 0 | 1 | 15 | 2  | +13 | 12 | Vô địch - Huy chương vàng |
| 2  | Myanmar         | 5  | 4 | 0 | 1 | 11 | 3  | +8  | 12 | Á quân - Huy chương bạc   |
| 3  | Thái Lan        | 4  | 2 | 0 | 2 | 4  | 4  | 0   | 6  | Hạng ba - Huy chương đồng |
| 4  | Philippines (H) | 4  | 1 | 0 | 3 | 4  | 9  | −5  | 3  |                           |
| 5  | Indonesia       | 4  | 0 | 0 | 4 | 1  | 17 | −16 | 0  |                           |